# ベストセラーBOOK TV
『ベストセラーBOOK TV』（ベストセラー・ブック・ティーヴィー）は、BS11デジタルで放送されていたテレビ番組。
レギュラー番組としては2009年5月2日開始、2012年3月30日終了。

## 概要
2008年12月19日に『大人の自由時間』の単発番組として放送され、2009年5月からレギュラー番組として放送を開始した。
番組が注目する書籍・雑誌を紹介しており、売上ランキングの紹介と特集コーナーが中心となっている。書評番組の中では比較的軟らかい雰囲気となっており、一般的な文芸書にとどまらずビジネス書やライトノベルといった実用性・専門性の強い分野も手広くカバーしている。そのため週替わりの特集コーナーでも幅広い分野からテーマを取り上げていた。
また書店・オンライン書店とも連携しており、番組内で薦めた書籍を紹介するほかオンライン書店のサイト内では紹介した場面の動画も配信していた。
2012年3月30日をもって番組は終了。

## 出演者
司会
- 斎藤広達 - 番組の企画も担当
- 古瀬絵理（2009年5月2日 - 2011年12月23日）
- 乾貴美子（2012年1月6日 - 3月30日）

レギュラーコメンテーター
- 土井英司
- 山田真哉

## コーナー
- 週間総合ランキングBOOK TOP30

ORICON BiZのデータによる書籍の売上ランキングを紹介。週によりジャンル別のランキングを紹介する。
特集
テーマは週替わりで、テーマに沿った著者・関係者をスタジオに招き話題を展開していく。
- 目指せ!「BOOKの卵」

文芸社とのコラボレーションコーナーで、同社から書籍を出版した著者をスタジオに招き対談する。

## スタッフ
- 制作協力：NEXTEP